# Limnophila indica
Limnophila indica är en grobladsväxtart som först beskrevs av Carl von Linné, och fick sitt nu gällande namn av George Claridge Druce. Limnophila indica ingår i släktet Limnophila och familjen grobladsväxter. Utöver nominatformen finns också underarten L. i. raymundii.